# مريم أميرة المغرب
الأميرة للا مريم (من مواليد 26 أغسطس 1962)، أميرة علوية من الأسرة المالكة في المغرب، وهي الابنة البكر للملك الراحل الحسن الثاني وزوجته الأميرة لالة لطيفة وشقيقة الملك محمد السادس ملك المغرب. تهتم بالطفولة المغربية من خلال رئاستها للمرصد الوطني للطفولة.

## حياتها
ولدت للا مريم في روما لما كانت العائلة الملكية تقضي العطلة الصيفية هناك وهي أكبر أشقائها وهم الملك محمد السادس، للا أسماء، للا حسناء والأمير مولاي رشيد.
أكملت تعليمها الابتدائي والثانوي بالكلية الملكية بالرباط. بعد حصولها على البكالوريا سنة 1981، عينها والدها رئيسة للأشغال الاجتماعية للقوات المسلحة الملكية المغربية. واصلت دراستها بجامعة محمد الخامس بالرباط حيث حصلت على الإجازة في علم الاجتماع.

## أعمالها
اهتمت الأميرة منذ نعومة أظافرها بإشكالية المرأة والطفل بالمغرب والعالم العربي حتى قبل أن تترأس المرصد الوطني للطفولة وهي شابة. لقد كانت من أولى المنخرطات في مطالبة المصادقة على الاتفاقية العالمية لحقوق الطفل. وقد قالت في هذا الصدد: «الأهم ليس هو العالم الذي سنتركه لأطفالنا، وإنما الأطفال الذين سنتركهم لهذا العالم».
وبالإضافة للمهام التي اضطلعت بها، كلفها الملك الحسن الثاني في مايو 1999م برئاسة مؤسسة الحسن الثاني للمغاربة المقيمين بالخارج. وقد أعلن جلالته عن هذا التكليف بمناسبة الكلمة التي ألقاها جلالته بباريس عند استقباله الجالية المغربية بالخارج.
اضطلعت الأميرة لالة مريم بعدة مهام، لاسيما في المجالين الاجتماعي والثقافي منها:
- رئيسة الجمعية المغربية لدعم ومساندة اليونسيف.
- رئيسة المرصد الوطني للطفل
- رئيسة مؤسسة الحسن الثاني للمغاربة المقيمين بالخارج
- رئيسة مؤسسة الحسن الثاني لقدماء المحاربين.
- منذ يوليو 2001 م اضطلعت بمهمة سفيرة لليونيسكو، وقد عملت على تفعيل حقوق المرأة والطفل والدفاع عنها. وقد ترأست الوفد المغربي المشارك في لقاء لبنان حول موضوع «المرأة العربية والنزاعات المسلحة».

كما عينها الملك محمد السادس رئيسة للاتحاد النسائي المغربي لتخلف الأميرة الراحلة لالة فاطمة الزهراء العزيزية. وتعتبر من أكثر الأميرات ظهورا في وسائل الإعلام وتمرسا في الميدان الاجتماعي، وهو الميدان الذي خبرته وخبرها منذ أن كانت في العشرين من عمرها، وهو ما جعل الملك محمد السادس يرقيها إلى رتبة كولونيل ماجور اعتبارا للجهود التي بذلتها مشرفةً وقائمة على مصالح الأعمال الاجتماعية للقوات المسلحة الملكية.

## حياتها الخاصة

### نسبها
هي للا مريم بنت الحسن بن محمد بن يوسف بن الحسن بن محمد بن عبد الرحمن بن هشام بن محمد بن مولاي عبد الله بن مولاي إسماعيل بن الشريف بن علي العلوية

### زواجها
تزوجت الأميرة لالة مريم بفؤاد الفيلالي، من مواليد سنة 1957م، وهو نجل عبد اللطيف الفيلالي الوزير الأول ووزير الخارجية الأسبق. كما قد سبق لفؤاد الفيلالي أن أدار شؤون مجوعة «أونا»، أومنيوم شمال إفريقيا.
أصبحت الأميرة لالة مريم أًمّا بوضعها مولودتها الأولى يوم 30 أبريل 1986م، والتي اختار لها جدها الملك الحسن الثاني اسم الأميرة للا سكينة، تعرف عليها المغاربة عندما كانت تظهر مع جدها وهو يحتضنها على الدوام.
رُزقت الأميرة للا مريم بمولودها الثاني يوم 11 يوليو  1988م، مولاي إدريس الذي يتابع دراسته حاليا.
في سنة 1998م انفصلت الأميرة للا مريم عن زوجها فؤاد الفيلالي.